# Zuniga magna
Zuniga magna is een spinnensoort in de taxonomische indeling van de springspinnen (Salticidae).
Het dier behoort tot het geslacht Zuniga. De wetenschappelijke naam van de soort werd voor het eerst geldig gepubliceerd in 1892 door Elizabeth Maria Gifford Peckham & George William Peckham.